# Gojko Janković
Gojko Janković, född 31 oktober 1954 i Trbusce, Foča, är en bosnien-serbisk milisman och misstänkt krigsförbrytare. Gojko Janković åtalades vid Internationella krigsförbrytartribunalen för det forna Jugoslavien 1996 för brott mot mänskligheten och mot Genèvekonventionen, mer specifikt våldtäkt och tortyr av muslimska kvinnor. Han överlämnades först i mars 2005 till ICTY i Haag.